# Якунинск
Якунинск — посёлок в Таштагольском районе Кемеровской области. Входит в состав Коуринского сельского поселения.

## География
Центральная часть населённого пункта расположена на высоте 519 м над уровнем моря.

## Население
| 2010 |
| ---- |
| 114  |

### Половой состав
По данным Всероссийской переписи населения 2010 года, в посёлке Якунинск проживало 114 человек (55 мужчин, 59 женщин).